# Blaise d'Évron
Blaise d'Évron, né à Évron, est seulement connu comme traducteur du livre de Paul Jove Les éloges et vies brièvement décrites sous les images des plus illustres et principaux hommes de guerre antiques et modernes (Paris, Galliot, 1559, in-4), avec une épître dédicatoire, datée de Paris le 13 juillet de la même année et adressée au cardinal de Lorraine. Cette traduction en français est devenue très rare.

## Source
« Blaise d'Évron », dans Alphonse-Victor Angot et Ferdinand Gaugain, Dictionnaire historique, topographique et biographique de la Mayenne, Laval, A. Goupil, 1900-1910 [détail des éditions] (BNF 34106789, présentation en ligne)